# Aimeleque

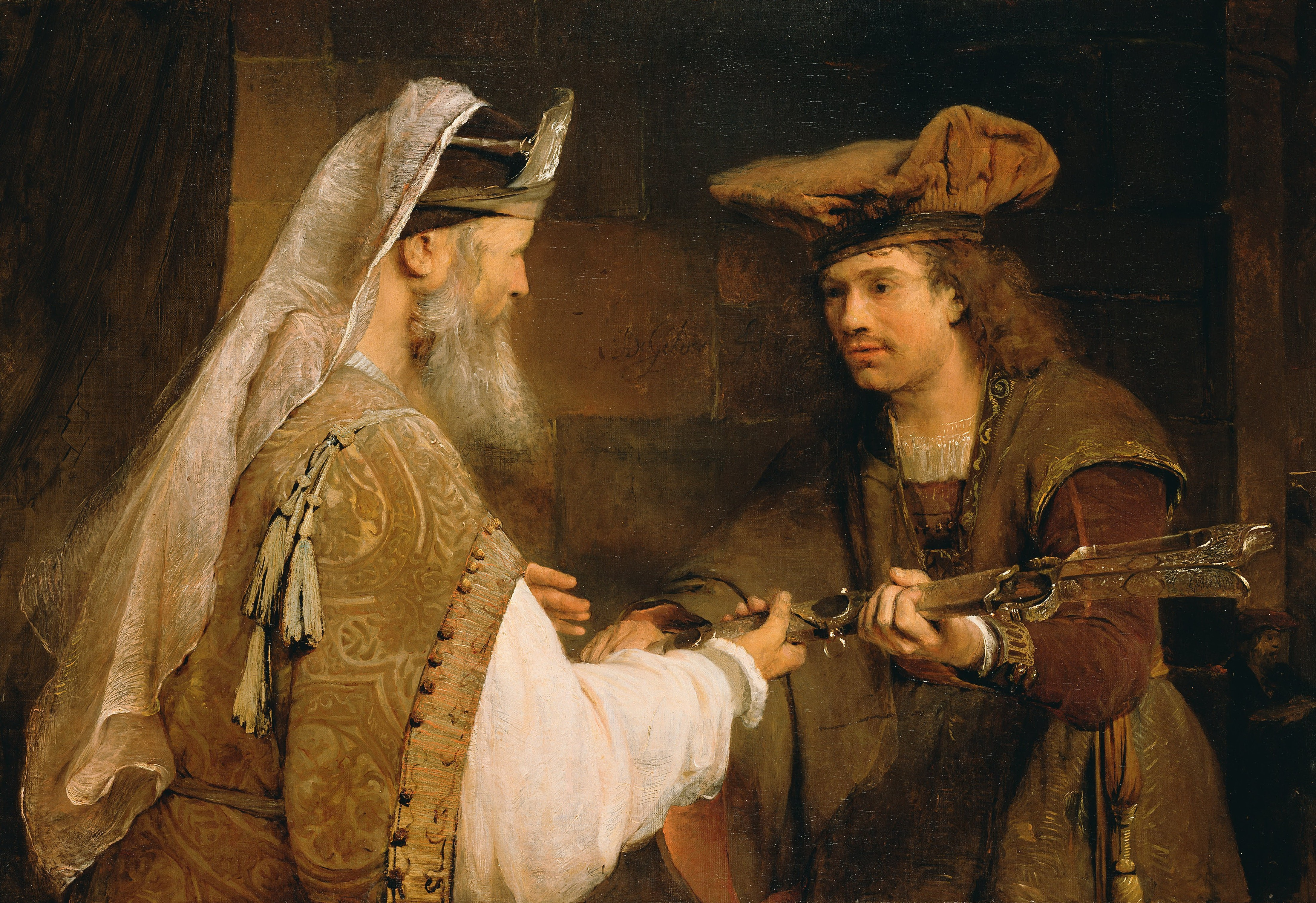
Aimeleque entregando a espada de Golias a Davi, de Aert de Gelder

Aimeleque, filho de Aitube, foi Sumo Sacerdote de Israel em c. 970 a.C..
Quando Davi escapou de Saul com ajuda de Jônatas, foi ter com Aimeleque, em Nobe. Este alimentou-o  e entregou-lhe a espada de Golias, mas Doegue, o idumeu, servo de Saul, estavá lá, e viu tudo.
Doegue contou a Saul que Aimeleque havia ajudado Davi, e Saul chamou Aimeleque e seus parentes à sua presença, e ordenou a morte de todos os sacerdotes.
Os homens do rei não quiseram cumprir a ordem, então Saul ordenou a Doegue, que matou 85 sacerdotes (literalmente, homens que vestiam o efode de linho), e, em Node, homens, mulheres, meninos e crianças que amamentavam, além de bois, jumentos e ovelhas.
Do massacre, apenas Abiatar, filho de Aimeleque, sobreviveu, e fugiu para Davi.